# 里察·迪納塔萊
里察·迪納塔萊（Richard Di Natale，1970年6月6日—）是一位澳洲政治人物，他的黨籍是澳洲綠黨。自2011年開始，他是代表維多利亞州的澳大利亞參議院議員之一。他也是澳洲綠黨的現任黨魁。